# Антисемитские беспорядки в аэропорту Махачкалы
Антисеми́тские беспоря́дки в аэропорту Махачкалы (Махачкалинский погром) — беспорядки в аэропорту Махачкалы, произошедшие вечером 29 октября 2023 года на почве исламского антисемитизма. Днём ранее серия антисемитских атак прошла в разных регионах Северного Кавказа: в Нальчике (Кабардино-Балкария), Хасавюрте (Дагестан) и Черкесске (Карачаево-Черкесия). Предпосылками стали распространяемые через социальные сети слухи о размещении в Дагестане еврейских беженцев, эвакуировавшихся из Израиля после вторжения боевиков ХАМАС и начала активных боевых действий.
Вечером 29 октября толпа местных жителей собралась в аэропорту, чтобы выразить протест против приезда евреев, прибывающих в Махачкалу на регулярном рейсе Red Wings WZ 4728 из Тель-Авива. Митингующие смогли захватить аэропорт, выйти на лётное поле и окружить автобус с пассажирами. Всего на борту находилось около 50 человек, в большинстве женщины с детьми. Один из детей был тяжелобольным и находился на аппарате ИВЛ.
В результате столкновений протестующих с пассажирами других рейсов и полицией пострадали более 20 человек. Пассажиры рейса WZ 4728 не пострадали. Аэропорт оценил нанесённый ущерб примерно в 285 млн рублей. По факту беспорядков Следственный комитет возбудил уголовное дело (часть 2 статьи 212 УК), по которому на 17 ноября были арестованы 27 человек. Ещё 400 человек были привлечены к административной ответственности.
Российские власти обвинили в беспорядках в Махачкале западные страны, которые, по их мнению, организовали эту провокацию. В свою очередь, США, Израиль и европейские страны осудили вспышку антисемитского насилия в России.
В ходе прошедших событий было возбуждено более сотни уголовных дел.

## Предыстория

### Пропалестинские настроения в Дагестане
Ислам является второй по распространённости религией в России. На 2020 год его исповедовали примерно 15-20 млн человек. На территории Северного Кавказа ислам доминирует в республиках Ингушетия, Чечня и Дагестан, где более 90 % населения идентифицируют себя как мусульман. С обострением палестино-израильского конфликта после вторжения ХАМАС на территорию Израиля 7 октябре 2023 года и начала ответной военной кампании в секторе Газа большинство российских мусульман выступили в поддержку Палестины. Российское правительство официально не осудило действия ХАМАС, возложив вину за обострение конфликта на США и коллективный Запад. Более того, 26 октября делегация ХАМАС даже посетила Москву с официальным визитом.
Палестинские военно-политические движения ХАМАС и Исламский джихад обладают широкой поддержкой населения в Дагестане. Начиная с 7 октября в дагестанских мечетях велись ежедневные массовые молитвы за Палестину, а российские мусульманские организации собирали для Газы финансовую и гуманитарную помощь — всего около 50 млн рублей. Антиизраильскую кампанию активно продвигали и в Чечне — так, глава республики Рамзан Кадыров обвинял «сионистов» в геноциде палестинцев и заявлял, что по своей жестокости в отношении Палестины «израильский фашизм» сегодня ничуть не уступает, если не превосходит, гитлеровский. Одновременно исламистские Telegram-каналы Дагестана с 26 октября публиковали списки еврейских общин в регионе, называя их «центрами террористической организации „Израиль“ на Северном Кавказе». По мнению экспертов, совокупность этих факторов привела к всплеску антиизраильских настроений в республиках Северного Кавказа.

### Беспорядки в других городах
27 октября, после зачистки собственной территории от террористов и многодневных бомбардировок инфраструктуры ХАМАС в секторе Газа, Израиль начал масштабную наземную операцию. В последующие два дня в республиках Северного Кавказа прошли сразу несколько публичных мероприятий в поддержку палестинцев. Так, 28 октября в Карачаево-Черкесии перед Домом правительства прошёл митинг, участники которого призывали не пускать в регион беженцев из Израиля и организовать сбор помощи для Палестины. Поводом стали распространяемые в республике слухи, что в регионе будут размещены пункты по приёму беженцев из Израиля. Организаторы митинга заявляли, что его посетили до 500 человек. По результатам акции полиция составила протоколы об административных нарушениях на 34 участников.
В ночь с 28 на 29 октября жители Хасавюрта собрались у входа в гостиницу «Фламинго», где, как они считали, поселили «беженцев из Израиля». Протестующие требовали от постояльцев подойти к окнам, чтобы удостовериться, что в гостинице нет евреев. После отказа выполнить требование, митингующие начали бросать камни в окна. Впоследствии администрация гостиницы повесила объявление, что там «евреев нет» и вход им «строго запрещён».
В этот же день в Нальчике был совершён поджог строящегося еврейского центра. Впоследствии на стенах были нанесены надписи «Смерть яхудам» (бранное прозвище евреев, заимствованное из арабского). Официально о проведении расследования по факту поджога не сообщалось.

## Хронология штурма
За несколько дней до начала массовых беспорядков в местных Telegram-каналах, в частности, в «Утро Дагестан», начали распространяться призывы устроить «пышный приём» беженцам из Израиля, по слухам прибывающим регулярным рейсом Red Wings WZ 4728 из Тель-Авива в Махачкалу. 28 октября в каналах и чатах появлялись сообщения, что все билеты на рейсы из Израиля в Махачкалу были раскуплены. В восемь утра того же дня в паблике во «ВКонтакте» на 10 тысяч подписчиков появился призыв фотографировать евреев и распространять эти снимки в соцсетях. Призывы сопровождались комментариями: «из оккупированных яхудами землей прилетает много беженцев-иудеев на Кавказ» и «возможно, вся эта ситуация была запланирована с целью переселить иудеев на другие земли».
К утру 29 октября эти призывы опубликовали многие дагестанские каналы. Заявленной целью акции стало предотвращение посадки самолёта в аэропорту Махачкалы. Для этого канал «Утро Дагестан» распространял подробные инструкции как остановить работу аэропорта.
Местные жители стали собираться у аэропорта Махачкалы около 18:00 29 октября. Главной целью протестующих было остановить «беженцев из Израиля», предполагая, что они прилетят регулярным рейсом авиакомпании Red Wings из Тель-Авива. Многие протестующие несли в руках палестинские флаги и плакаты «убийцам детей нет места в Дагестане» и «мы против еврейских беженцев», выкрикивали антисемитские лозунги. РБК, со ссылкой на источники в МВД Дагестана, сообщал, что в беспорядках участвовали около 1200 человек.
Рейс Red Wings WZ 4728 приземлился в 19:17. Внутри находились около 50 человек, в том числе четверо граждан Израиля. По другим данным, на борту самолёта было 15 израильтян. Большинство из них летели в Москву с пересадкой в Махачкале. В основном на рейсе были женщины и дети, среди которых был ребёнок-колясочник на аппарате ИВЛ.
[Меня] окружили, спросили, откуда я прилетел. Я сказал, что прилетел из Москвы. На слово мне не поверили, попросили показать паспорт. Я показал паспорт, что родился в городе Смоленске. Вырос там. На чемодане была бирка, которая показывала — «Аэропорт Шереметьево». Но почему-то [мне] не поверили. Наверное, у меня подозрительное лицо, поэтому решили все-таки разобраться, настоящий у меня паспорт или поддельный. [Кроме того] у меня спросили, кто я по национальности. Я ответил, что я узбек. Один человек решил проверить, настоящий ли я узбек или нет, и заговорил со мной на кумыкском. Это одна и та же группа языков, тюркская. Я ему на это ничего не смог ответить. Опасности я не ощущал. Я просто не мог понять, чего от меня хотят. Напряженность была, естественно. Люди явно критично относились ко мне — думали, что я подделал документ. Но суровой какой-то агрессии я не испытывал.
К этому моменту толпа протестующих смогла заблокировать вход в здание. Одновременно с этим участники беспорядков останавливали въезжающие на территорию аэропорта машины и требовали водителей и пассажиров показать паспорта. Среди остановленных толпой транспортных средств был и автозак ОМОНа. Также участники беспорядков проверяли паспорта выходящих из здания людей. Так, толпа приняла за еврея молодого узбекского врача Дильшота Мамадалиева. Его окружили 20 человек, которые забрали и отказывались возвращать ему паспорт.
Вскоре ведущие в аэропорт дороги были перекрыты, на место прибыла полиция. Работа аэропорта была парализована, а самолёты — перенаправлены в аэропорт Владикавказа. На одном из видео, опубликованных Telegram-каналом «Осторожно, новости!», было слышно, что полицейский говорит в мегафон, что «понимает состояние» собравшихся, но просит их успокоиться.
После прибытия самолёта протестующие начали проникать в здание. Согласно показаниям очевидцев, они перебегали из зала в зал «в поисках евреев». Одновременно с этим они громили местные магазины и кафе аэропорта. Сотрудники прятались от толпы в служебных помещениях. Часть протестующих проникла в зал вылета, а оттуда — вышла на взлётную полосу. Другая часть проникла на лётное поле, снеся ограждающий забор. Участники беспорядков пытались проникнуть в прилетевший из Тель-Авива самолёт. Некоторые поднялись на крыло самолёта и стучали по окнам, другие — заглядывали в турбину самолёта.
Одновременно с этим на посадочной полосе находился самолёт «Дубай — Махачкала». Пассажиры не успели его покинуть и после призыва пилота остаться на своих местах провели в самолёте около пяти часов.
Пассажиров рейса «Тель-Авив — Махачкала» изначально пропустили через соединённый коридор в зону прохождения паспортного контроля на втором этаже аэропорта. Однако сразу после на первом этаже начались беспорядки, и охрана аэропорта решила поместить пассажиров в автобус, который бы сразу отвёз их к другому самолёту, выполняющему рейс на Москву. Проникшая на взлётное поле толпа начала преследовать автобус, бросая в него камни. Согласно показаниям очевидцев, одно из окон было разбито. Один из участников беспорядков смог зацепиться за автобус и забраться в салон через незапертые задние двери. Мужчина требовал остановить автобус и выйти «всем евреям».
Внутри автобуса кричали дети, одна девочка пострадала от попавшего в нее осколка стекла. Я не знаю, израильтянка она или местная. Было страшно. Автобус пытался уйти от толпы, постоянно разворачивался, люди преследовали его и бросали камни. Полиции было очень мало, и она ничего не предпринимала. В какой-то момент толпе удалось остановить автобус. Они зашли внутрь, пошли от человека к человеку и спрашивали их, мусульмане они или евреи. Я сказал, что я мусульманин, потому что мне было страшно. К счастью, они мне поверили и пошли дальше.Свидетельства одного из пассажиров рейса “Тель-Авив – Махачкала”
Вскоре проникший в автобус мужчина вынудил водителя затормозить — для этого он выпрыгнул из автобуса и встал на его пути. После этого автобус окружила толпа протестующих. Запертые в салоне люди показывали погромщикам российские паспорта, а израильские документы прятали. Согласно очевидцам, поездка по лётному полю и противостояние с погромщиками продлились около получаса.
Автобусу дали проехать после того, как на место прибыл депутат Государственной думы Хизри Абакаров. Пассажиров отвезли к VIP-залу аэропорта, где их поместили под охрану. В зале погасили свет и рекомендовали не подходить к окнам, за которыми продолжала бушевать толпа протестующих. Вскоре к пассажирам была отправлена группа переговорщиков во главе с Хизри Абакаровым, которые проверили паспорта и прописки пассажиров.
Спустя четыре часа на место прибыл вертолёт российской армии, на котором пассажиров эвакуировали на российскую военную базу под Махачкалой, предварительно разогнав протестующих выстрелами в воздух. На следующий день пассажиров переправили в аэропорт Минеральных Вод.
Около 22 часов представители Росавиации сообщили, что аэропорт Махачкалы освобождён, но будет закрыт на приём воздушных судов до 3 часов ночи 6 ноября. Однако фактически люди находились на территории аэропорта как минимум до полуночи. Окончательно все покинули аэропорт около двух часов ночи по местному времени. Глава Дагестана Сергей Меликов заявил, что добиться этого удалось благодаря «профессиональной работе местной полиции». К 8 утра аэропорт полностью находился под контролем российских властей. Аэропорт открыли для работы уже на следующий день, однако по решению Росавиации рейсы «Азимута» и Red Wings из Тель-Авива в Минеральные Воды и Махачкалу будут временно перенаправлять в другие российские города.

### Действия полиции
Хотя сообщения о потенциальных беспорядках распространялись в социальных сетях за несколько дней до прибытия самолёта, дагестанские силовики фактически не контролировали ситуацию.
30 сотрудников уголовного розыска и патрульно-постовой службы были направлены в аэропорт после звонка в дежурную часть Махачкалинского линейного управления МВД жительницы Москвы, сообщившей о распространяемых в Telegram-каналах призывах к протестам. Они прибыли на место к 17 часам. В 19 часов, после блокировки толпой входа в аэропорт, руководство республиканского МВД ввело план «Вулкан». Этот вид оповещения сотрудников МВД предполагает сбор личного состава, привлекаемого к пресечению массовых беспорядков в населённых пунктах. Был создан оперативный штаб, его главой был назначен Сергей Меликов.
С момента проникновения толпы на территорию аэропорта и до их выхода на взлётную полосу полицейские никак не препятствовали толпе. Сотрудники полиции лишь призывали в мегафон воздержаться от погромов и перекрытия дорог, а также говорили, что «понимают» собравшихся и готовы вместе с ними «встать и скандировать».
После прорыва митингующих на лётное поле в аэропорт зашли около 500 сотрудников Росгвардии из Махачкалы, Каспийска, Буйнакска, Избербаша и Дербента. Однако и в то время силовые органы воздерживались от разгона. В аэропорт также прибыли министр Дагестана по национальной политике Энрик Муслимов и министр по делам молодёжи Камил Саидов. Они вступили в переговоры с собравшимися. Одновременно с этим в районе аэропорта начали глушить связь, чтобы толпа не могла координировать свои действия.
Столкновения митингующих с силовиками произошли уже после проникновения на лётное поле. На ролике, опубликованном в канале «Эхо Дагестана», видно, что спецназовец Росгвардии избивает одного из участников беспорядков каской, мужчина в чёрной одежде также бьёт его пистолетом; в ходе избиения пистолет выстрелил. Затем несколько силовиков били ногами лежащего на спине человека. На протяжении всего видео были слышны звуки стрельбы.

## Последствия

### Ущерб
Захват аэропорта Махачкалы стал первым случаем после чеченской войны, когда российские власти потеряли на какое-то время контроль над аэропортом крупного города.
По официальным данным Минздрава Дагестана, во время беспорядков пострадали более 20 человек. 18 из них с лёгкими травмами были отпущены домой после оказания им первой помощи, ещё пятеро остались в больнице. Среди них двое оказались в тяжёлом состоянии из-за полученных черепно-мозговых травм. Согласно властям, бо́льшая часть пострадавших — полицейские.
31 октября депутат Госдумы Хизри Абакаров заявил, что ущерб от беспорядков в аэропорту достиг 285 млн рублей. В ходе беспорядков пострадало оборудование, объекты инфраструктуры, были сломаны камеры и заборы.

### Уголовное расследование
Согласно данным МВД Дагестана, в беспорядках в аэропорту Махачкалы приняли участие около 1200 человек. В этот же день были задержаны 60 участников акции. Всего к утру 30 октября были установлены личности «более 150 активных участников беспорядков». К 31 октябрю число задержанных увеличилось до 83.
Следственный комитет Российской Федерации (СКР) возбудил уголовное дело по статье о массовых беспорядках (ч.ч.1, 2 ст. 212 УК РФ), которая предусматривает наказание в виде лишения свободы на срок от восьми до пятнадцати лет. В заявлении СКР события в аэропорту Махачкалы названы «погромами», участники которых «оказывали вооруженное сопротивление сотрудникам правоохранительных органов». 31 октября стало известно, что семерых участников беспорядков арестовали по статье о мелком хулиганстве.
На 17 ноября протоколы о привлечении к административной ответственности были составлены на более чем 400 человек. В отношении 394 людей были составлены протоколы по статье о нарушении порядка проведения акций (20.2 КоАП). Из них 15 человек также привлечены к ответственности за мелкое хулиганство (20.1 КоАП), четверо — за нарушение требований досмотра в аэропорту (11.15.1 КоАП), трое — за неповиновение полиции (19.3 КоАП). Ещё на 18 человек составили протоколы по статье об организации массового одновременного пребывания граждан в общественных местах (20.2.2 КоАП). Одновременно с административными протоколами Советский районный суд Махачкалы арестовал как минимум 27 человек по уголовному делу об участии в массовых беспорядках (часть 2 статьи 212 УК).
30 октября канал «Утро Дагестан» был заблокирован администрацией Telegram. 14 ноября МВД РФ объявило в розыск администратора канала Абакара Абакарова.
9 июля 2024 года глава МВД Дагестана Абдурашид Магомедов заявил, что 140 участников беспорядков в аэропорту Махачкалы находятся под стражей, более 1 тыс. привлечены к административной ответственности.
В августе 2024 года Армавирский городской суд признал виновными в участии в массовых беспорядках пять человек и приговорил их к лишению свободы на срок от шести лет и четырёх месяцев до девяти лет.
К маю 2025 года по делу о беспорядках было осуждено свыше 100 человек, получивших сроки лишения свободы от 4,5 до 10,5 лет.

## Реакция

### Российские власти
Согласно источникам Meduza в администрации президента, события в Махачкале стали неожиданностью для российской политической элиты. Источники The Moscow Times сообщали, что в АП знали о «накаляющейся в Дагестане обстановке», однако не ожидали, что это выльется в антисемитские беспорядки.
Официально российские власти обвинили США и страны Запада в организации беспорядков в Махачкале. Об этом 30 октября заявил Владимир Путин в ходе совещания в Ново-Огарёво. По его словам, антисемитские беспорядки были «во многом инспирированы с территории Украины через агентуру стран Запада». Глава Дагестана Сергей Меликов также заявил, что ситуацию в республике пытались дестабилизировать зарубежные «противники» России. Он упомянул Telegram-канал «Утро Дагестана», сказав, что он «администрируется и регулируется с территории Украины — предателями, бандеровцами». Поводом для этого высказывания является тот факт, что создатель канала, признанный в России «иностранным агентом», Илья Пономарёв проживает на Украине с 2016 года и активно выступает на стороне Украины в войне с Россией.
Глава Федерации еврейских общин России Александр Борода призвал власти найти и наказать организаторов и участников беспорядков. В свою очередь, главный раввин России Берл Лазар призвал верующих разных конфессий сделать всё возможное, чтобы не позволить экстремистам «сжечь мосты дружбы» между народами многонациональной России, ибо «восстановить их будет непросто». Позднее Берл Лазар призвал исключить «пропаганду ненависти» в России.
В правительстве Дагестана призвали жителей республики «с пониманием отнестись к сложившейся ситуации в мире», заявив, что федеральные власти «предпринимают все возможные усилия для прекращения огня против мирных жителей Газы». Одновременно с этим отдельные жители республики выступили за смягчение наказаний участникам беспорядков. Имамы дагестанских мечетей и представители сельских общин опубликовали видеообращение, в котором призвали власти не наказывать участников массовых беспорядков. Часть спортсменов, блогеров и религиозных деятелей вступились за участников погромов и призвали освободить от ответственности участников массовых беспорядков.

### Международная общественность
Официальные представители администрации США и президент Израиля Ицхак Герцог сравнили массовые антисемитские беспорядки в Махачкале с еврейскими погромами в Российской империи на рубеже XIX и XX веков. С такой же оценкой выступил представитель Госдепартамента США Мэттью Миллер.
Израиль потребовал от России обеспечить безопасность своих граждан и евреев после штурма аэропорта Махачкалы. Для перевозки своих граждан, Израиль работал над тем, чтобы организовать для них стыковочный рейс в Москву. 31 октября президент Израиля Ицхак Герцог заявил, что события в Махачкале — чистый антисемитизм. По его словам, это вызывает «шок» и «беспокойство», но он рад тому, что российские власти взяли ситуацию под контроль.

### Эксперты
Исследователь Северного Кавказа Андзор Кабард заявил о том, что рост антисемитских настроений в регионе связан с общим процессом десекуляризации и радикализации кавказской молодёжи. При этом, по утверждению Кабарда, антисемитизм в Дагестане не является распространённым явлением. Абдулла Костекский, лидер «Имарата Кавказ», также заявил, что антисемитские беспорядки в Дагестане скорее связаны с тем, что жители региона подвержены многолетним репрессиям со стороны российского государства. По мнению историка Александра Фридмана, вспышка насилия в Дагестане является показателем общего тренда исламизации в Северном Кавказе.
Опрошенные BBC эксперты указали на то, что антисемитские беспорядки произошли именно на Северном Кавказе из-за традиционно высокого внимания жителей региона к ситуации на Ближнем Востоке. Многие люди в Дагестане и Карачаево-Черкесии владеют арабским языком и внимательно следят за войной на Ближнем Востоке. Лидеры общественного мнения в регионе активно поддерживают жителей Газы и критикуют Израиль. Например, уроженец Дагестана и звезда смешанных единоборств Хабиб Нурмагомедов активно публикует сообщения в поддержку жителей Газы. Другая причина — повышенная социальная напряжённость в регионе. В Дагестане в 2022—2023 годах проходили множество акций протеста, включая закончившиеся массовыми задержаниями митинги против мобилизации на войну в Украине. В первые месяцы российского вторжения в Украину именно Дагестан столкнулся с самым большом числом погибших военных — с февраля по май 2022 года каждый 10-й убитый был жителем республики.
Глава исследовательского центра «Сова» Александр Верховский связывает антисемитские выступления на Кавказе с распространяемой на официальном уровне антисемитской риторикой. По мнению Верховского, российские политики активно продвигают антисемитскую риторику, например, через подчёркивание еврейского происхождения Владимира Зеленского. Подобное мнение высказала и эксперт Института ближневосточной политики Анна Борщевская. Владимир Путин также говорил о том, что уехавший из России бывший глава «Роснано» Анатолий Чубайс якобы сменил имя на «Моше Израилевича» — это высказывание некоторые СМИ расценили как антисемитизм.
Татьяна Становая из Фонда Карнеги считает, что неспособность российских властей предотвратить беспорядки в Махачкале указывает на три основных слабых места российского режима. Так, после полномасштабного вторжения в Украину ресурсы системы брошены на репрессии против антивоенных и антипутинских активистов. Однако другие проблемы практически не регулируются. Второй аспект — кризис политической ответственности, когда местные власти предпочитают бездействовать, когда система не дает инструкций по борьбе с угрозами и рисками. Эта проблема дала о себе знать ещё во время мятежа ЧВК «Вагнер». Третий фактор связан с установившейся в России персоналистской автократией. Когда система координат для принятия решений отсутствует, а региональные власти парализованы кризисом ответственности, все ждут реакции от одного человека — президента.